# Imantocera grisescens
Imantocera grisescens là một loài bọ cánh cứng trong họ Cerambycidae.